# Chris Wilson
Christopher Ryan Wilson (nació 5 de mayo de 1981 en Provo, Utah) es el baterista de la banda The Summer Obsession. Chris es oficialmente de la banda Good Charlotte, pero dejó en 2005 por razones personales de salud. Recientemente, Chris ha actuado como doble en muchos de los shows MxPx's como Yuri Ruley está buscando a su pequeña hija bebe
- Datos: Q15532385